# Henny Koch

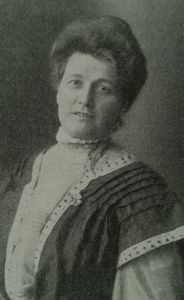
Henny Koch (1854–1925)

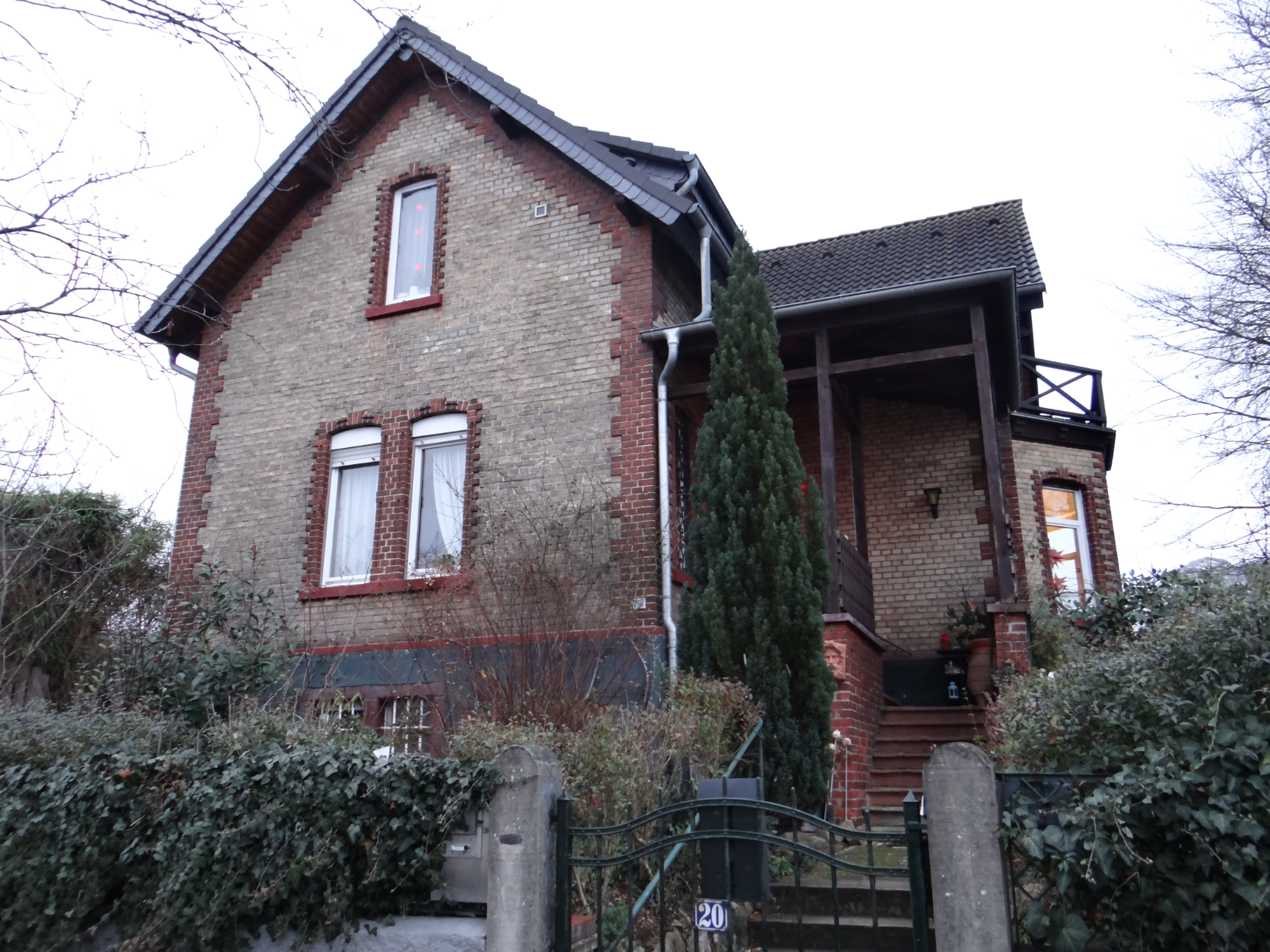
"Die Klause", Henny Kochs Wohnhaus in Jugenheim

Henny Koch (* 22. September 1854 in Alsfeld; † 13. Juni 1925 in
Jugenheim an der Bergstraße; eigentlich Henriette Koch) war eine deutsche Jugendbuchautorin und Übersetzerin.

## Leben
Am 22. September 1854 in Alsfeld geboren, zog Henny Koch 1881 mit ihrer verwitweten Tante Sophie Ernst nach Jugenheim an der Bergstraße, lebte zunächst in dem damals als „Villa Ernst“ bezeichneten Haus in der Zwingenberger Str. 4, seit 1898 dann aber mit ihrer Mutter Amalie, geb. Hartmann, in der Zwingenberger Str. 20, genannt „Die Klause“.
In Jugenheim lebten zu Beginn des ersten Jahrzehnts im 20. Jahrhundert mehrere Schriftsteller. Henny Koch als Mädchenbuchautorin gehörte dazu, mit der noch heute bekannten Helene Christaller und auch mit Reinhard Roehle als Autor von Abenteuerbüchern, die beide Henny Koch gut kannten und Nachrufe zu ihrem Tode am 13. Juni 1925 verfassten. Henny Koch wurde 70 Jahre alt.
Heute fast in Vergessenheit geraten, war sie zu ihrer Zeit eine sehr bekannte, viel gelesene Jugendschriftstellerin, die 29 Jugendbücher, vor allem Bücher für junge Mädchen, veröffentlicht hat. Ihre Erzählungen erschienen meist als Fortsetzungsgeschichten in der illustrierten Mädchenzeitung „Das Kränzchen“, wurden erst später in Buchform (teilweise in der damals sehr beliebten Reihe der Kränzchen-Bibliothek) herausgebracht. 
Ihre schriftstellerische Karriere begann Henny Koch ab 1890 mit Übersetzungen amerikanischer Werke (zum Beispiel 1890 die erste deutsche Übersetzung von Mark Twains Huckleberry Finn) und mit der freien Bearbeitung eines Buches von Laura E. Richards. 1901 brachte sie ihr erstes eigenes Werk mit dem Titel "Mein Sonnenstrahl" heraus.
Ihre Bücher sind hauptsächlich zur Backfischliteratur zu zählen, einige Geschichten und Gedichte hat sie allerdings auch speziell für Kinder – Jungen und Mädchen – geschrieben. Bei den Mädchenbüchern handelt es sich nicht nur um typische Backfischromane, sondern auch andere, untypische Themen werden in die Geschichte der Entwicklung eines jungen Mädchens miteingesponnen. Die Literaturwissenschaft spricht von sich in der Kaiserzeit neu herausbildenden Gattungen, dem Mädchenkriegsroman, dem Mädchenkolonialroman, dem Mädchenreiseroman und dem historischen Mädchenroman. In Henny Kochs Werk finden sich Exemplare zu jeder dieser Gattungen, aber mit den größten Auflagen am erfolgreichsten waren ihre typischen Backfischromane, wie „Papas Junge“, „Evchen der Eigensinn“, „Mütterchen Sylvia“ oder „Irrwisch“.
Wenn Henny Koch ihren Wohnort Jugenheim selbst auch nie explizit erwähnt, so ist doch in einigen Erzählungen zu erkennen, dass die Umgebung und die Bewohner der Hessischen Bergstraße sie inspiriert haben.
Einige Titel wurden auch übersetzt und erschienen im Ausland. Der Erfolgstitel „Papas Junge“ zum Beispiel in Italien, den Niederlanden, Norwegen, Ungarn, Spanien, Polen und Argentinien. 
In Italien wurde “Il Birichino di Papà” so positiv aufgenommen, dass die Geschichte 1942 sogar unter der Regie von Raffaello Matarazzo verfilmt wurde. Die Filmmusik schrieb Nino Rota.

## Werke

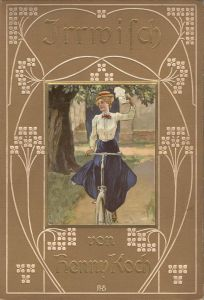
Buchcover: Irrwisch

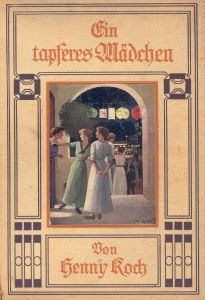
Buchcover: Ein tapferes Mädchen

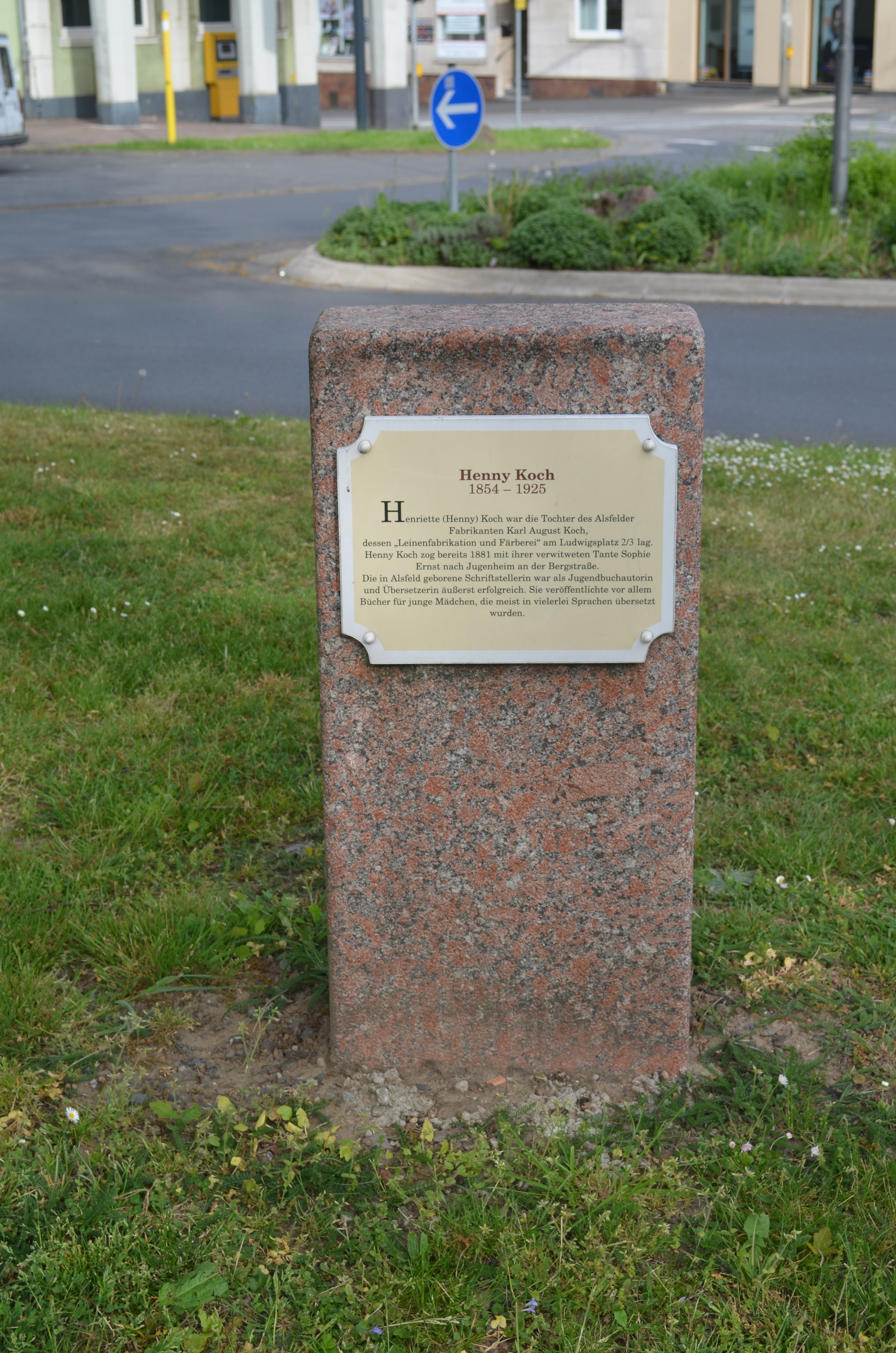
Alsfeld, Gedenkstein Henny Koch

- Mein Sonnenstrahl. Eine Erzählung für erwachsene junge Mädchen. Thienemann, Stuttgart 1901.
- Das Mägdlein aus der Fremde. Erzählung für Mädchen. Weise, Stuttgart 1902.
- Rose Maries Weg zum Glück. Eine Erzählung für junge Mädchen. Mit Illustrationen von Maria Hohneck. Heyde, Stuttgart 1904.
- Papas Junge. Eine Erzählung für junge Mädchen. Union, Stuttgart 1905. (kommentierte Neuausgabe, 2025. ISBN 979-8-5294-5360-5.)
- Die Traut. Eine Erzählung für junge Mädchen. Mit Illustrationen von Max Flashar. Weise, Stuttgart 1905. (Digitalisat)
- Mütterchen Sylvia. Union, Stuttgart 1906. (Kränzchen-Bibliothek 11) (Digitalisat)
- Allerlei Lustiges für unsere Buben und Mädels. Erzählungen. Weise, Stuttgart 1907. (Digitalisat)
- Irrwisch. Eine Erzählung für junge Mädchen. Union, Stuttgart 1907.
- Aus großer Zeit. Eine Erzählung für Mädchen. Union, Stuttgart 1908. (Digitalisat)
- Die ins Leben lachen. Union, Stuttgart 1908.
- Friedel Polten und ihre Rangen. Eine Erzählung für junge Mädchen. Union, Stuttgart 1909. (Digitalisat)
- Kleine Geschichten für kleine Leute. Weise, Stuttgart 1910.
- Evchen der Eigensinn. Eine Erzählung für junge Mädchen. Union, Stuttgart 1911. (Digitalisat)
- Das Komteßchen. Eine Erzählung für junge Mädchen. Mit Illustrationen von Hugo Oehme. Dietrich, München 1911.
- Im Lande der Blumen. Union, Stuttgart 1912. (Kränzchen-Bibliothek 17) (Digitalisat der 4. Aufl. 1913)
- Ein tapferes Mädchen. Mit Illustrationen von Max Barascudts. Union, Stuttgart 1914. (Digitalisat)
- Die Vollrads in Südwest. Union, Stuttgart 1916. (Digitalisat)
- Die Patentochter des alten Fritz. Eine Erzählung für Mädchen. Loewe, Stuttgart 1916.
- Wildes Lorle. Eine Erzählung für Mädchen. Stuttgart 1916.
- Die verborgene Handschrift. Union, Stuttgart 1917. (Kränzchen-Bibliothek 22) (Digitalisat)
- Aus sonnigen Tagen. Union, Stuttgart 1917. (Digitalisat)
- Klein Großchen. Eine Erzählung für junge Mädchen. Union, Stuttgart 1919.
- Glory. Eine lustige Mädchengeschichte. Mit Illustrationen von Willy Planck. Loewe, Stuttgart 1921.
- Von der Lach-Els und anderen. Lichte Mädchengeschichten aus trüber Zeit. Union, Stuttgart 1922.
- Jungfer Ursel. Eine Erzählung aus dem 30-jährigen Krieg. Union, Stuttgart 1922. (Digitalisat)
- Das Heiterlein. Union, Stuttgart 1924. (Kränzchen-Bibliothek 29)
- Hochgeborene. 4 Erzählungen. Union, Stuttgart 1925.
- Wir fünf. Wie Ilse zum Wandervogel bekehrt wurde. 2 Erzählungen für junge Mädchen. Union, Stuttgart 1930. (Digitalisat)

Italienische Ausgaben
- Il birichino di papà (=Papas Junge). Übersetzt von Maria Campanari. Vorwort von Grazia Deledda. Solmi, Mailand 1905.

Niederländische Ausgaben
- Papas Jongen (=Papas Junge). Übersetzt von Cath. A. Visser. Sleeswijk, Bussum 1907.

Norwegische Ausgaben
- Frida-Gutten (=Papas Junge). Übersetzt von Sara Wiborg. Cappelen, Kristiania 1911.

Polnische Ausgaben
- Zuch dziewczyna (=Papas Junge). Übersetzt von Henryka Felkowska. 1930.
- Franka (=Papas Junge). Übersetzt von Leonja Szczerska. 1930.

Spanische Ausgaben
- El chico di papà (=Papas Junge). Übersetzt von Jonasa Lalock. Gilsa, Madrid 1953.
- Argentinien: Frida, el picarón de papá (=Papas Junge). Übersetzt von Aída A. Barbagelata. Vallardi,  Buenos Aires 1949.

Ungarische Ausgaben
- Bébi (=Papas Junge). Übersetzt von Gáspárné Dávid Margit. Nova, Budapest 1925.

### Übersetzungen
- Emily Huntington Miller: Was Buwi alles anstellte. Übersetzung: Henny Koch. Frankfurt am Main 1890.
- Amélie Rives Troubetzkoy: Der Lebende oder der Tote?. Übersetzung: Henny Koch. Frankfurt am Main 1890.
- Mark Twain: Humoresken. Übersetzung: Margarete Jacobi, Henny Koch und L. Ottmann. Leipzig 1900. online
- Mark Twain: Huckleberry Finns Abenteuer und Fahrten. Übersetzung: Henny Koch. Stuttgart 1890 (Sternbanner-Serie. Amerikanische Humoristen und Novellisten, Bd. VIII).
- Mary Eleanor Wilkins Freeman: Ein bescheidener Roman und andere Erzählungen. Übersetzung: Henny Koch. Stuttgart 1893.
- Helen Mathers: Das Bäschen vom Lande. Übersetzung: H. Koch. Stuttgart 1897.